# حصار قاجار

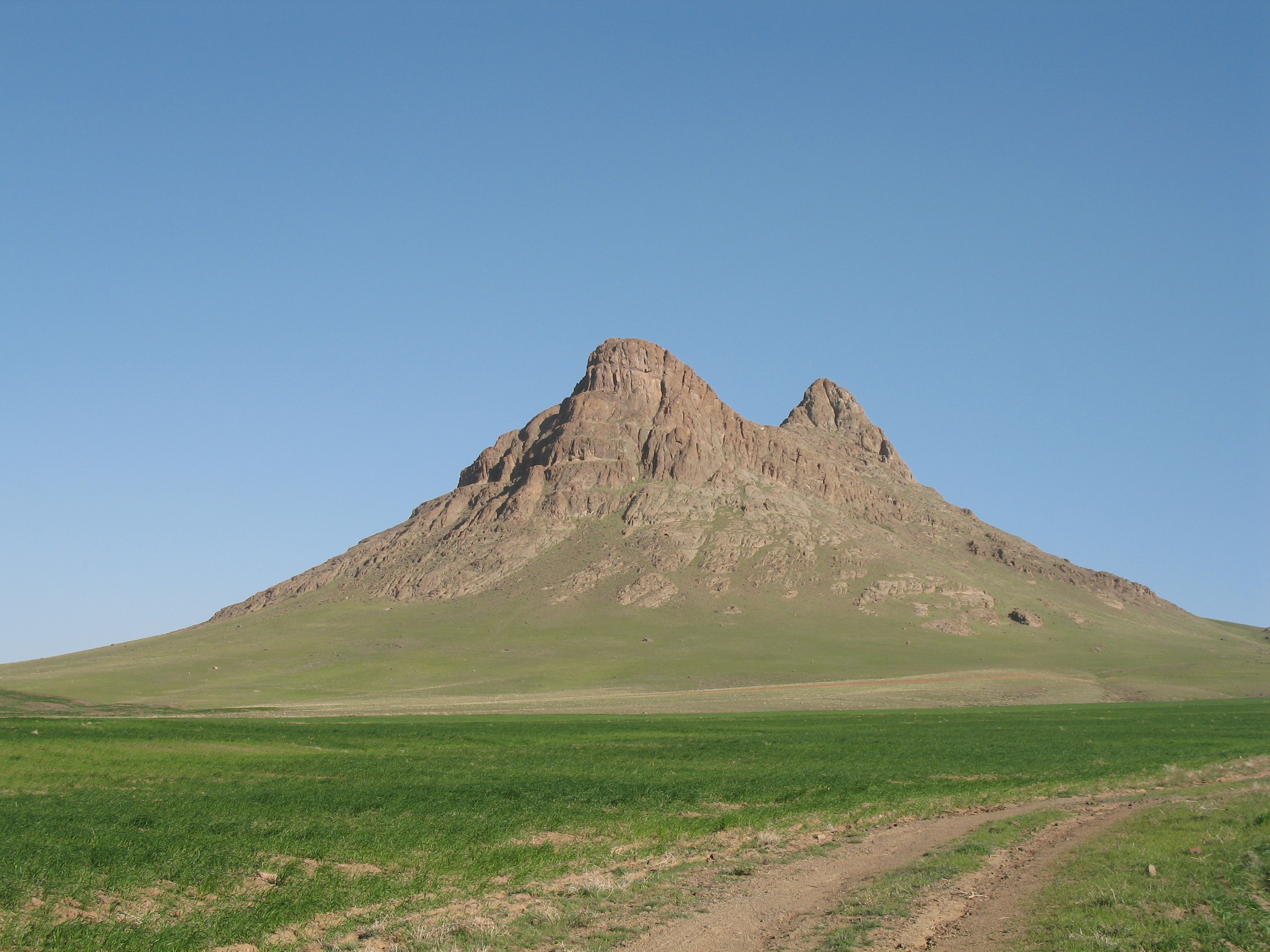
شتر کوه که در فاصله چند کیلومتری از شهر تاریخی ابهر در استان زنجان قرار دارد

حصارقاجار، روستایی از توابع بخش مرکزی شهرستان ابهر در استان زنجان ایران است.

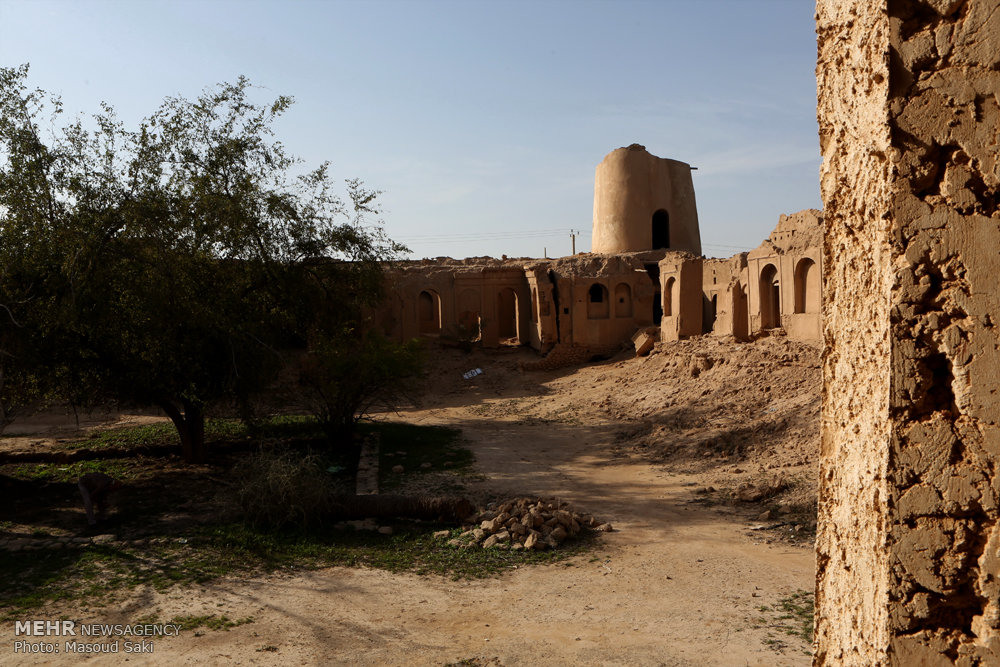

## جمعیت
این روستا در دهستان حومه قرار دارد و براساس سرشماری مرکز آمار ایران در سال ۱۳۸۵، جمعیت آن ۳۳۰ نفر (۹۴خانوار) بوده‌است.
در خصوص پیدایش و زمان شکل گیری این آلادی سند تاریخی محکمی در دست نیست ، ولیکن با توجه به قدمت بنای مسجد قرو امامزاده زید جمعیت  حاضر بازماندگان ،خود را از  نوادگان چندتن از جنگ جویان دوران نادر شاه که از جنگ های داخلی بوده اند  ، میدانند.جمع آورنده: مهرشاد حیدری